# 第三次生日
《第三次生日》是史克威尔艾尼克斯和HexaDrive开发，史克威尔艾尼克斯发行的第三人称動作角色扮演射击游戏。游戏对应PlayStation Portable平台，是寄生前夜系列的第三部游戏。游戏于2010年12月22日在日本发行，2011年3月29日在北美发行，2011年4月1日在欧洲发行。
游戏设定于纽约城曼哈顿，情节于《寄生前夜2》十年之后。玩家扮演阿雅·布萊亞，和威胁城市的神秘的“扭曲者”生物战斗。

## 玩法
史克威尔艾尼克斯将游戏称为“电影动作RPG”。总监田畑端称，游戏性和剧情因新创能力“增驱(Over Dive)”缠绕在一起，这一能力可让主角的精神进入其他人，如切换到队伍任何一员的身体，或者控制友好的非玩家角色（NPC）。可以命令队员攻击特定敌人或在战斗中自我防守。玩家可以即时改变所控角色及其战斗行动。游戏采用《生化危机4》、《死亡空间》和质量效应系列那样的越肩视角。阿雅在游戏中可以选择不同的服装搭配，但这必须先完成游戏各种困难模式解锁。在战斗中衣服会被划破，阿雅的皮肤会不同程度的露出来。
而本次作品將粒線體用在技能呈現上，稱之為DNA技能樹、以3X3表格來放置戰鬥中所獲得的DNA能力球，並依照排列會出現不同變化可能會造成變異增加或減少能力。

## 情节
粒線體的變異開端起源於1997年12月的曼哈頓島封鎖事件、2000年9月的N.M.C.（Neo-Mitochondria-Creature/新粒線體創造物）事件後Aya・Brea的活躍事跡告一段落。
在這之後10年的時光流逝2010年12月24日、在紐約被發現新品種異形的存在。由外形來看似扭曲的被稱呼為扭曲者(Twisted)以捕食人類為生、並且擁有爆炸性的繁殖能力。變為破滅狀態的紐約出現了扭曲者的巢穴巴別塔「Babel」。美利堅合眾國(USA)組織了對抗扭曲者的反扭曲團隊（Counter Twisted Investigation/簡稱CTI）。CTI是開發透過改變過去、改變現在的稱為「Over Dive・System」的新裝置、藉此來對抗扭曲者。Aya在失去過往記憶之後受到CTI組織保護、她是唯一的OVERDIVE系統適用者。
惡夢的Babel出現已經過了3年2013年12月24日。Aya・Brea的OVER DIVE對抗扭曲者的戰鬥即將展開。

## 角色

### CTI (反扭曲團隊)
阿雅·布萊亞（Aya Brea，聲優 : 坂本真綾）
《寄生前夜》、《寄生前夜2》及本作品的女主角，本作品設為28歲、Kyle的未婚妻。
日本半混血金髮的女性。紐約市刑警、曾經是美軍陸軍一等上士官以及在FBI的MIST（粒線體調查・鎮壓班）的經歷、現在所屬組織CTI服務中。
本身擁有的特殊能力、使她成為OverDive裝置的唯一使用者。
Hyde Borh（聲優: 谷口節）
CTI OVER DIVE捜査班・主任。
Thelonious Cray（聲優: 江川央生）
CTI的特別搜查官。屬於OVER DIVE搜查班。
Gabriel Monsigny（聲優: 甲斐田裕子）
CTI的特別搜查官。屬於OVER DIVE搜查班。具有優秀的狙擊能力，是Aya的遠距離教官
Karud "Boss" Owen（聲優: 橫島亘）
CTI搜查本部的領導人物、通稱BOSS。
Blank（聲優: 木村良平）
CTI特約研究員。屬於OVER DIVE搜查班的主要技師。

### 其他角色
Eve Brea（聲優: 岡本玲）
下落不明的Aya妹妹。
沒有正式的血源關係、如家人一樣生活。
Kyle Madigan（聲優：山寺宏一）
生於德州、本身是間諜、僱傭兵及特殊部隊的士兵、曾經在空軍服役。
2000年的「乾地事件」之後、Aya、Evie跟家人一樣的生活在一起。扭曲者出現後與Evie一起消失。
Aye的未婚夫，在婚禮舉行途中被軍隊槍射但被送醫院搶救而幸存，後來又被扭曲者控制他的身體及意志。
前田邦彥（Kunihiko Maeda，聲優: 平田廣明）
來自日本的天才科學家. 沒有特別打扮的外觀—一如往常.
1997年曼哈頓島封鎖事件時, 做為粒線體專門研究員也支援Aya的行動. 收到Aya的天線("Aya's antenna"), 他重返回紐約做研究.
在電子郵件的代碼名自稱 "膽怯的獅子".
Emily Jefferson（聲優: 高平成美）
"犧牲事件" 前往調查OD的途中，在Aya面前現身的神秘少女。從言行來看似乎比Blank博士更加熟識其他CTI成員。
是英國金融集團富翁的大女兒。

## 开发
期限宣布中从称游戏为手机作品。但在2008年8月的非公开聚会DKΣ3713中，宣布称《第三次生日》将改为PlayStation Portable作品，没有提到先前所称的手机版。在东京电玩展宣传资料袋上，PlayStation Portable独占的消息的得到确认。
剧本总监鸟山求构思了雪天纽约设定、血迹斑斑的婚纱礼服景象等故事概念。开发过程中他为面向成人数次调整剧情，并加入了曲折的叙事。游戏剧本由动画剧本师竹内利光编写，他曾参与过连续剧《Keroro軍曹》、《工作狂人》和原创动画录影带《网球王子》的创作。在6月5日《Fami通》一篇野村哲也的采访中，他称游戏头几个阶段已经完成，已经可玩。日本唱片艺术家Superfly乐团演唱了游戏主题曲《Eyes on Me》。
史克威尔艾尼克斯在欧洲独占发行了扭曲者版。该版本使用红色游戏盒，附有48页的原画和概念插图手册、两张版画，以及独有《最终幻想 纷争012》雷霆服装的代码。在北美则是所有首批游戏有雷霆服装解锁码。

## 评价
《第三次生日》在Metacritic上汇总得分为70/100，在GameRankings上为71%。日本杂志《Fami通》打出36/40分，四名评论者分别打出10、9、8、9分。